# Michael Forgeron

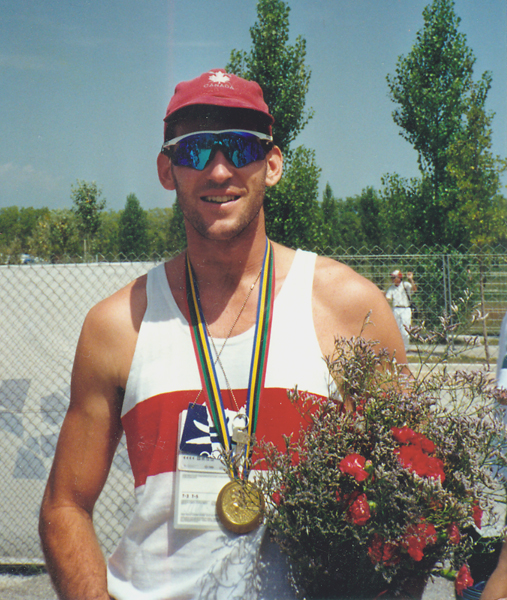
Michael Forgeron als Olympiasieger 1992

Michael Joseph Forgeron (* 24. Januar 1966 in Main-à-Dieu, Nova Scotia) ist ein ehemaliger kanadischer Ruderer.
Der 1,99 m große Forgeron begann während seines Studiums an der University of Western Ontario mit dem Rudersport. Bei den Panamerikanischen Spielen 1991 startete er erstmals in der Nationalmannschaft: er gewann Bronze mit dem Achter und zusammen mit Steve Frish Silber im Zweier ohne Steuermann. Bei der Olympischen Regatta 1992 ruderte Forgeron im Achter, wo er Don Telfer ersetzte; die restliche Crew war gegenüber dem Silbermedaillengewinn bei den Weltmeisterschaften 1991 unverändert. In Barcelona gewannen die Kanadier den ersten Vorlauf und belegten im ersten Halbfinale den zweiten Platz hinter den Rumänen. Im Finale siegten die Kanadier mit 14 Hundertstelsekunden Vorsprung vor den Rumänen, der Deutschlandachter  erhielt die Bronzemedaille.
1993 belegte Forgeron mit dem kanadischen Vierer ohne Steuermann den vierten Platz bei den Weltmeisterschaften, im Jahr darauf wurde er Siebter. 1994 gewann der kanadische Vierer auch bei den Rudermeisterschaften des Commonwealth in London, Ontario, die abseits der eigentlichen Commonwealth Games 1994 in Victoria, British Columbia, ausgetragen wurden. Bei den Weltmeisterschaften 1995 trat Forgeron zusammen mit Todd Hallett im Doppelzweier an und belegte den achten Platz, bei den Olympischen Spielen 1996 siegten die beiden im B-Finale und belegten in der Gesamtwertung den siebten Platz.
Forgeron zog sich nach den Olympischen Spielen vom Leistungssport zurück und begann seine berufliche Laufbahn im Vertrieb.